# Olympiske medaljevindere i håndbold (mænd)
 For alternative betydninger, se Olympiske medaljevindere i håndbold. (Se også artikler, som begynder med Olympiske medaljevindere i håndbold)
Dette er en liste over olympiske medaljevindere i håndbold for mænd fra 1936 til 2016.
| Mesterskaber                | Guld | Sølv | Bronze |
| --------------------------- | --- | --- | --- |
| 1936 i Berlin detaljer      | Tyskland (GER) Willy Bandholz Wilhelm Baumann Helmut Berthold Helmut Braselmann Wilhelm Brinkmann Georg Dascher Kurt Dossin Fritz Fromm Hermann Hansen Erich Herrmann Heinrich Keimig Hans Keiter Alfred Klingler Arthur Knautz Heinz Körvers Karl Kreutzberg Wilhelm Müller Günther Ortmann Edgar Reinhardt Fritz Spengler Rudolf Stahl Hans Theilig | Østrig (AUT) Franz Bartl Franz Berghammer Franz Bistricky Franz Brunner Johann Houschka Emil Juracka Ferdinand Kiefler Josef Krejci Otto Licha Friedrich Maurer Anton Perwein Siegfried Powolny Siegfried Purner Walter Reisp Alfred Schmalzer Alois Schnabel Ludwig Schuberth Johann Tauscher Jaroslav Volak Leopold Wohlrab Friedrich Wurmböck Johann Zehetner | Schweiz (SUI) Max Blösch Rolf Fäs Burkhard Gantenbein Willy Gysi Erland Herkenrath Ernst Hufschmid Willy Hufschmid Werner Meyer Georg Mischon Willy Schäfer Werner Scheurmann Edy Schmid Erich Schmitt Eugen Seiterle Max Streib Robert Studer Rudolf Wirz                                               |
| 1948–1968                   | ikke medtaget på det olympiske program | ikke medtaget på det olympiske program | ikke medtaget på det olympiske program |
| 1972 i München detaljer     | Jugoslavien (YUG) · Abaz Arslanagić · Petar Fajfrić · Hrvoje Horvat · Milorad Karalić · Đorđe Lavrnić · Milan Lazarević · Zdravko Miljak · Slobodan Mišković · Branislav Pokrajac · Nebojša Popović · Miroslav Pribanić · Albin Vidović · Zoran Živković · Zdenko Zorko                                                                               | Tjekkoslovakiet (TCH) · Ladislav Beneš · František Brůna · Vladimír Haber · Vladimír Jarý · Jiří Kavan · Arnošt Klimčík · Jaroslav Konečný · František Králík · Jindřich Krepindl · Vincent Lafko · Andrej Lukošík · Pavel Mikeš · Peter Pospíšil · Ivan Satrapa · Zdeněk Škára · Jaroslav Škarvan                                                               | Rumænien (ROU) · Ştefan Birtalan · Adrian Cosma · Marin Dan · Alexandru Dincă · Cristian Gaţu · Gheorghe Gruia · Roland Gunesch · Gabriel Kicsid · Ghiţă Licu · Cornel Penu · Valentin Samungi · Simion Schöbel · Werner Stöckl · Constantin Tudosie · Radu Voina                                        |
| 1976 i Montreal detaljer    | Sovjetunionen (URS) · Aleksandr Anpilogov · Yevgeni Chernyshov · Anatoli Fedyukin · Valeri Gassy · Vasily Ilyin · Mykhaylo Ishchenko · Yuri Kidyaev · Yury Klimov · Vladimir Kravtsov · Serhiy Kushniryuk · Yuriy Lahutyn · Vladimir Maksimov · Oleksandr Rezanov · Mykola Tomyn                                                                      | Rumænien (ROU) · Ştefan Birtalan · Adrian Cosma · Cezar Drăgăniṭă · Alexandru Fölker · Cristian Gaţu · Mircea Grabovschi · Roland Gunesch · Gabriel Kicsid · Ghiţă Licu · Nicolae Munteanu · Cornel Penu · Werner Stöckl · Constantin Tudosie · Radu Voina | Polen (POL) · Zdzisław Antczak · Janusz Brzozowski · Piotr Cieśla · Jan Gmyrek · Alfred Kałuziński · Jerzy Klempel · Zygfryd Kuchta · Jerzy Melcer · Ryszard Przybysz · Henryk Rozmiarek · Andrzej Sokołowski · Andrzej Szymczak · Mieczysław Wojczak · Włodzimierz Zieliński                            |
| 1980 i Moskva detaljer      | DDR (GDR) · Hans-Georg Beyer · Lothar Doering · Günter Dreibrodt · Ernst Gerlach · Klaus Gruner · Rainer Höft · Hans-Georg Jaunich · Hartmut Krüger · Peter Rost · Dietmar Schmidt · Wieland Schmidt · Siegfried Voigt · Frank-Michael Wahl · Ingolf Wiegert                                                                                          | Sovjetunionen (URS) · Aleksandr Anpilogov · Vladimir Belov · Yevgeni Chernyshov · Anatoli Fedyukin · Mykhaylo Ishchenko · Aljaksandr Karsjakevitj · Yuri Kidyaev · Vladimir Kravtsov · Serhiy Kushniryuk · Viktor Makhorin · Voldemaras Novickis · Vladimir Repev · Mykola Tomyn · Aleksey Zhuk                                                                  | Rumænien (ROU) · Ştefan Birtalan · Iosif Boroş · Adrian Cosma · Cezar Drăgăniṭă · Marian Dumitru · Cornel Durău · Alexandru Fölker · Claudiu Ionescu · Nicolae Munteanu · Vasile Stîngă · Lucian Vasilache · Neculai Vasilcă · Radu Voina · Maricel Voinea                                               |
| 1984 i Los Angeles detaljer | Jugoslavien (YUG) · Zlatan Arnautović · Mirko Bašić · Jovica Elezović · Mile Isaković · Pavle Jurina · Milan Kalina · Slobodan Kuzmanovski · Dragan Mladenović · Zdravko Rađenović · Momir Rnić · Branko Štrbac · Veselin Vujović · Veselin Vuković · Zdravko Zovko                                                                                   | Vesttyskland (FRG) · Jochen Fraatz · Thomas Happe · Arnulf Meffle · Rüdiger Neitzel · Michael Paul · Dirk Rauin · Siegfried Roch · Michael Roth · Ulrich Roth · Martin Schwalb · Uwe Schwenker · Thomas Springel · Andreas Thiel · Klaus Wöller · Erhard Wunderlich                                                                                              | Rumænien (ROU) · Mircea Bedivan · Dumitru Berbece · Iosif Boroş · Alexandru Buligan · Gheorghe Covaciu · Gheorghe Dogărescu · Marian Dumitru · Cornel Durău · Alexandru Fölker · Nicolae Munteanu · Vasile Oprea · Adrian Simion · Vasile Stîngă · Neculai Vasilcă · Maricel Voinea                      |
| 1988 i Seoul detaljer       | Sovjetunionen (URS) · Vyacheslav Atavin · Igor Chumak · Valery Gopin · Aljaksandr Karsjakevitj · Andrej Lavrov · Yuri Nesterov · Voldemaras Novickis · Aleksandr Rymanov · Konstantin Sharovarov · Yuri Shevtsov · Georgi Sviridenko · Aleksandr Tuchkin · Andrey Tyumentsev · Mikhail Vasilev                                                        | Sydkorea (KOR) · Choi Suk-Jae · Kang Jae-won · Kim Jae-Hwan · Koh Suk-Chang · Lee Sang-Hyo · Lim Jin-Suk · Noh Hyun-Suk · Oh Young-Ki · Park Do-Hun · Park Young-Dae · Shim Jae-Hong · Shin Young-Suk · Yoon Tae-Il | Jugoslavien (YUG) · Mirko Bašić · Jožef Holpert · Boris Jarak · Slobodan Kuzmanovski · Muhammed Memić · Alvaro Načinović · Goran Perkovac · Zlatko Portner · Iztok Puc · Rolando Pušnik · Momir Rnić · Zlatko Saračević · Irfan Smajlagić · Ermin Velić · Veselin Vujović                                |
| 1992 i Barcelona detaljer   | SNG (EUN) · Andrej Barbasjinskij · Serhiy Bebeshko · Igor Chumak · Talant Dujsjebajev · Yuriy Gavrilov · Valery Gopin · Oleg Grebnev · Oleg Kiselyov · Vasily Kudinov · Andrej Lavrov · Igor Vasilev · Mikhail Yakimovich | Sverige (SWE) · Magnus Andersson · Robert Andersson · Anders Bäckegren · Per Carlén · Magnus Cato · Erik Hajas · Robert Hedin · Patrik Liljestrand · Ola Lindgren · Mats Olsson · Staffan Olsson · Axel Sjöblad · Tommy Souraniemi · Tomas Svensson · Pierre Thorsson · Magnus Wislander                                                                         | Frankrig (FRA) · Philippe Debureau · Philippe Gardent · Denis Lathoud · Pascal Mahé · Philippe Médard · Gaël Monthurel · Laurent Munier · Frédéric Perez · Alain Portes · Thierry Perreux · Éric Quintin · Jackson Richardson · Stéphane Stoecklin · Jean-Luc Thiébaut · Denis Tristant · Frédéric Volle |
| 1996 i Atlanta detaljer     | Kroatien (CRO) · Patrik Ćavar · Valner Franković · Slavko Goluža · Bruno Gudelj · Vladimir Jelčić · Božidar Jović · Nenad Kljaić · Venio Losert · Valter Matošević · Zoran Mikulić · Alvaro Načinović · Goran Perkovac · Iztok Puc · Zlatko Saračević · Irfan Smajlagić · Vladimir Šujster                                                            | Sverige (SWE) · Magnus Andersson · Robert Andersson · Per Carlén · Martin Frändesjö · Erik Hajas · Robert Hedin · Andreas Larsson · Ola Lindgren · Stefan Lövgren · Mats Olsson · Staffan Olsson · Johan Petersson · Tomas Svensson · Thomas Sivertsson · Pierre Thorsson · Magnus Wislander                                                                     | Spanien (ESP) · Talant Dujsjebajev · Salvador Esquer · Aitor Etxaburu · Jesús Fernández · Jaume Fort · Mateo Garralda · Raúl González · Rafael Guijosa · Fernando Hernández · José Javier Hombrados · Demetrio Lozano · Jordi Nuñez · Jesús Olalla · Juan Pérez · Iñaki Urdangarín ·                     |
| 2000 i Sydney detaljer      | Rusland (RUS) · Dmitry Filippov · Vyacheslav Gorpishin · Oleg Khodkov · Eduard Koksjarov · Denis Krivoshlykov · Vasily Kudinov · Stanislav Kulinchenko · Dmitry Kuzelev · Andrej Lavrov · Igor Lavrov · Sergey Pogorelov · Pavel Sukosyan · Dmitrij Torgovanov · Aleksandr Tuchkin · Lev Voronin                                                      | Sverige (SWE) · Magnus Andersson · Martin Boquist · Martin Frändesjö · Mathias Franzén · Peter Gentzel · Andreas Larsson · Ola Lindgren · Stefan Lövgren · Staffan Olsson · Johan Petersson · Tomas Svensson · Thomas Sivertsson · Pierre Thorsson · Ljubomir Vranjes · Magnus Wislander                                                                         | Spanien (ESP) · David Barrufet · Talant Dujsjebajev · Mateo Garralda · Rafael Guijosa · Demetrio Lozano · Enric Masip · Jordi Nuñez · Jesús Olalla · Juan Pérez · Xavier O'Callaghan · Antonio Carlos Ortega · Antonio Ugalde · Iñaki Urdangarín · Alberto Urdiales · Andrei Xepkin                      |
| 2004 i Athen detaljer       | Kroatien (CRO) · Ivano Balić · Davor Dominiković · Mirza Džomba · Slavko Goluža · Nikša Kaleb · Blaženko Lacković · Venio Losert · Valter Matošević · Petar Metličić · Vlado Šola · Denis Špoljarić · Goran Šprem · Igor Vori · Vedran Zrnić | Tyskland (GER) · Markus Baur · Frank von Behren · Mark Dragunski · Henning Fritz · Pascal Hens · Jan Olaf Immel · Torsten Jansen · Florian Kehrmann · Stefan Kretzschmar · Klaus-Dieter Petersen · Christian Ramota · Christian Schwarzer · Daniel Stephan · Christian Zeitz · Volker Zerbe                                                                      | Rusland (RUS) · Mikhail Chipurin · Aleksandr Gorbatikov · Vyacheslav Gorpishin · Vitali Ivanov · Eduard Koksjarov · Alexey Kostygov · Denis Krivoshlykov · Vasily Kudinov · Oleg Kuleshov · Andrej Lavrov · Sergey Pogorelov · Aleksej Rastvortsev · Dmitrij Torgovanov · Aleksandr Tuchkin              |
| 2008 i Beijing detaljer     | Frankrig (FRA) · Luc Abalo · Joël Abati · Cédric Burdet · Didier Dinart · Jérôme Fernandez · Bertrand Gille · Guillaume Gille · Olivier Girault · Michaël Guigou · Nikola Karabatić · Daouda Karaboué · Christophe Kempe · Daniel Narcisse · Thierry Omeyer · Cédric Paty                                                                             | Island (ISL) · Sturla Ásgeirsson · Arnór Atlason · Logi Geirsson · Snorri Guðjónsson · Hreiðar Guðmundsson · Róbert Gunnarsson · Björgvin Páll Gústavsson · Ásgeir Örn Hallgrímsson · Ingimundur Ingimundarson · Sverre Andreas Jakobsson · Alexander Petersson · Guðjón Valur Sigurðsson · Sigfús Sigurðsson · Ólafur Stefánsson                                | Spanien (ESP) · David Barrufet · Jon Belaustegui · David Davis · Alberto Entrerríos · Raúl Entrerríos · Rubén Garabaya · Juanín García · José Javier Hombrados · Demetrio Lozano · Cristian Malmagro · Carlos Prieto · Albert Rocas · Iker Romero · Víctor Tomás                                         |
| 2012 i London detaljer      | Frankrig (FRA) · Jérôme Fernandez · Didier Dinart · Xavier Barachet · Guillaume Gille · Bertrand Gille · Daniel Narcisse · Guillaume Joli · Samuel Honrubia · Daouda Karaboué · Nikola Karabatić · Thierry Omeyer · William Accambray · Luc Abalo · Cédric Sorhaindo · Michaël Guigou                                                                 | Sverige (SWE) · Mattias Andersson · Mattias Gustafsson · Kim Andersson · Jonas Källman · Magnus Jernemyr · Niclas Ekberg · Dalibor Doder · Jonas Larholm · Tobias Karlsson · Johan Jakobsson · Johan Sjöstrand · Fredrik Petersen · Kim Ekdahl du Rietz · Mattias Zachrisson · Andreas Nilsson                                                                   | Kroatien (CRO) · Venio Losert · Ivano Balić · Domagoj Duvnjak · Blaženko Lacković · Marko Kopljar · Igor Vori · Jakov Gojun · Zlatko Horvat · Drago Vuković · Damir Bičanić · Denis Buntić · Mirko Alilović · Manuel Štrlek · Ivan Čupić · Ivan Ninčević                                                 |
| 2016 i Rio                  | Danmark (DEN) · Niklas Landin Jacobsen · Mads Christiansen · Mads Mensah Larsen · Casper U. Mortensen · Jesper Nøddesbo · Jannick Green · Lasse Svan Hansen · Rene Toft Hansen · Henrik Møllgaard · Kasper Søndergaard · Henrik Toft Hansen · Mikkel Hansen · Morten Olsen · Michael Damgaard                                                         | Frankrig (FRA) · Olivier Nyokas · Daniel Narcisse · Vincent Gérard · Nikola Karabatic · Kentin Mahé · Mathieu Grébille · Thierry Omeyer · Timothey N'Guessan · Luc Abalo · Cedric Sorhaindo · Michael Guigou · Luka Karabatic · Ludovic Fabregas · Adrien Dipanda · Valentin Porte                                                                               | Tyskland (GER) · Uwe Gensheimer · Finn Lemke · Patrick Wiencek · Tobias Reichmann · Fabian Wiede · Silvio Heinevetter · Hendrik Pekeler · Steffen Weinhold · Martin Strobel · Patrick Groetzki · Kai Häfner · Andreas Wolff · Julius Kühn · Christian Dissinger · Paul Drux                              |
| 2020 i Tokyo                | | | |

|}